# Djendel
Djendel (em árabe: جندل) (anteriormente Lavigerie, durante a colonização francesa), é uma cidade localizada na província de Aïn Defla, no norte da Argélia. Sua população era de 30 170 habitantes, em 2008.